# Salon (ort i Indien)
Salon är en ort i Indien.   Den ligger i distriktet Rāe Bareli och delstaten Uttar Pradesh, i den centrala delen av landet, 500 km sydost om huvudstaden New Delhi. Salon ligger 119 meter över havet och antalet invånare är 14 312.
Terrängen runt Salon är mycket platt. Runt Salon är det tätbefolkat, med 343 invånare per kvadratkilometer. Salon är det största samhället i trakten. Trakten runt Salon består till största delen av jordbruksmark.